# Atractodes angustipennis
Atractodes angustipennis là một loài tò vò trong họ Ichneumonidae.